# Pearl S. Buck

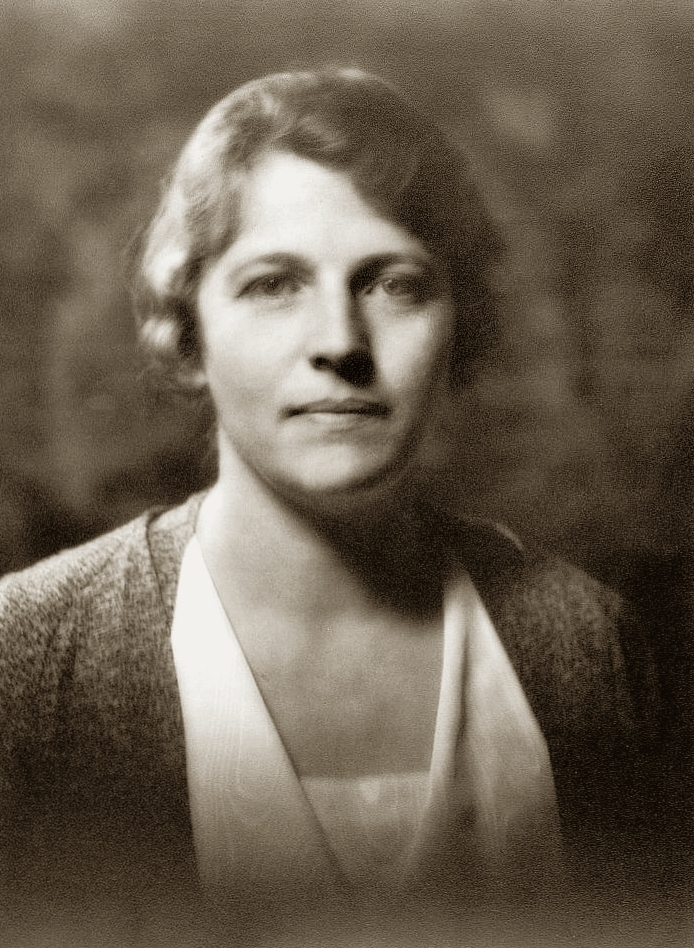
Pearl Buck um 1932,
Fotografie von Arnold Genthe

Pearl Sydenstricker Buck (chinesisch 賽珍珠, Pinyin Sài Zhēnzhū; Pseudonym: John Sedges; * 26. Juni 1892 in Hillsboro, West Virginia; † 6. März 1973 in Danby, Vermont) war eine US-amerikanische Schriftstellerin. Ihr Geburtsname Sydenstricker findet sich in der häufig verwendeten Schreibweise Pearl S. Buck wieder.
Buck wurde 1938 „für ihre reichen und wahrhaft epischen Schilderungen des chinesischen Bauernlebens und für ihre biographischen Meisterwerke“ mit dem Nobelpreis für Literatur ausgezeichnet. Sechs Jahre zuvor hatte sie für ihren Roman Die gute Erde bereits den Pulitzer-Preis erhalten.

## Leben und Wirken

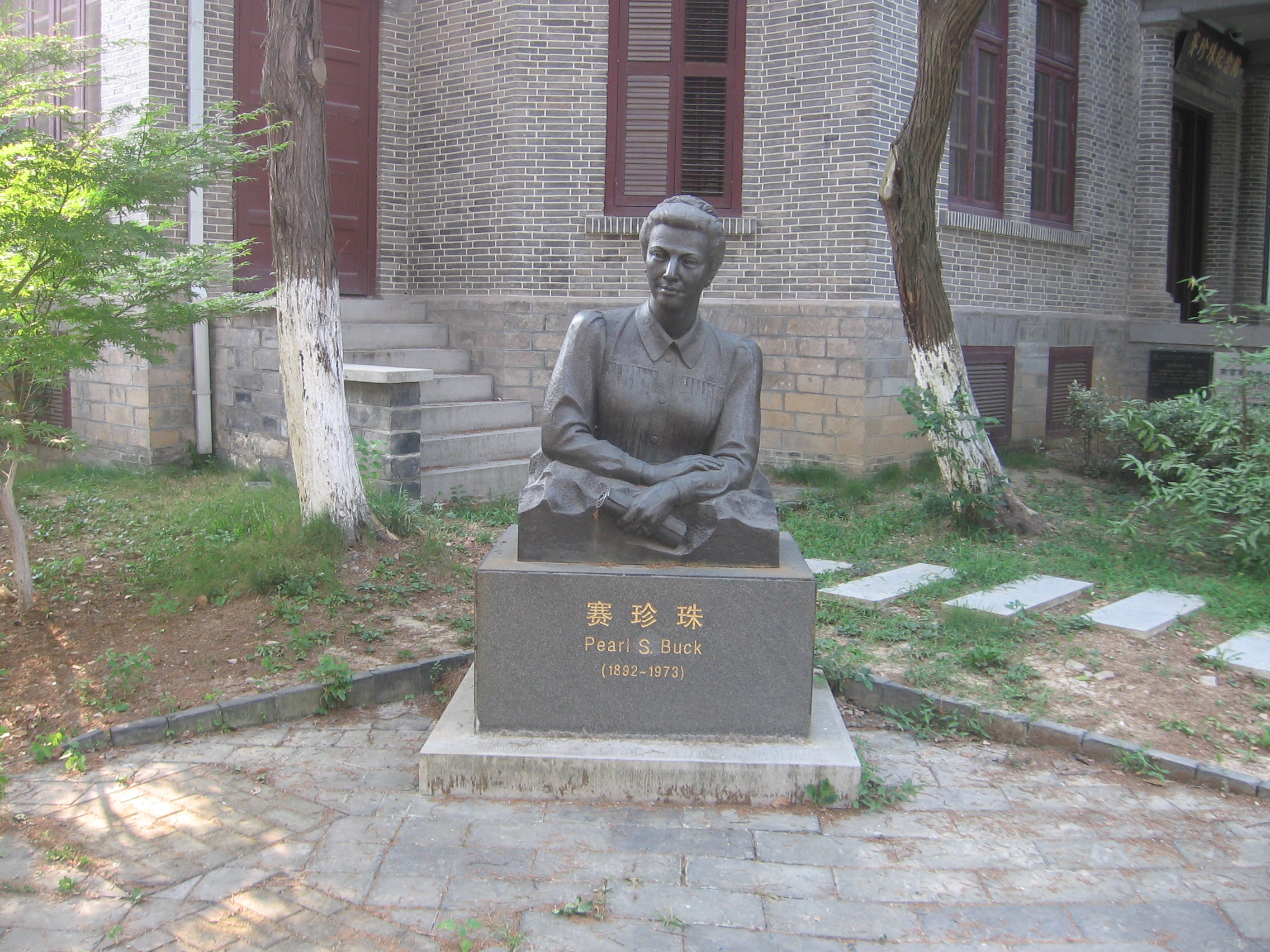
Denkmal an der Universität Nanjing

Buck war die Tochter des presbyterianischen Missionars Absalom Sydenstricker (1852–1931) und dessen Ehefrau Caroline Stulting (1857–1921). Der Naturwissenschaftler Edgar Sydenstricker (1881–1936) war ihr Bruder, die Schriftstellerin Grace Sydenstricker Yaukey (1899–1994; Pseudonym Cornelia Spencer) ihre Schwester.
Im Frühjahr 1892 reisten ihre Eltern, die im Kaiserreich China lebten, für die Geburt ihrer Tochter Pearl zurück in die USA. Im Herbst desselben Jahres kehrte die Familie bereits nach China zurück und ließ sich in Huai’an nieder. Vier Jahre später zogen sie nach Zhenjiang. 1911 begann Buck am Randolph College in Lynchburg (Virginia) zu studieren.
1914 kehrte Buck nach China zurück und begann nach dem Vorbild ihrer Eltern für die Presbyterian Missionary zu arbeiten. Dabei lernte sie den Missionar John Lossing Buck (1890–1975) kennen, den sie 1918 heiratete. Ihre 1920 geborene Tochter Carol († 1992) litt unter der Stoffwechselkrankheit Phenylketonurie, die zu damaliger Zeit noch ungenügend erforscht war und zu einer dauerhaften geistigen Behinderung führte.
Die folgenden zwei Jahre arbeitete sie zusammen mit ihrem Ehemann in Suzhou (Anhui). Anschließend nahm sie einen Ruf an die Nanjing-Universität an. Sie ließ sich mit ihrem Ehemann in Nanjing nieder und lehrte dort bis 1923 Englische Literatur und Sprache.
1924 reiste Buck zusammen mit ihrem Ehemann in die USA; u. a. erwarb sie an der Cornell University ihren Master of Arts. Bevor sie wieder nach China zurückkehrten, adoptierten sie 1925 das Mädchen Janice. Als 1927 der Bürgerkrieg ausbrach, flüchtete die Familie nach Shanghai und von dort kurze Zeit später nach Japan. Erst ein Jahr später konnten sie nach Nanjing zurückkehren.
1929 trennte sich Buck von ihrem Ehemann und ging in die USA zurück. Anlässlich der Verhandlungen ihres Romans East Wind. West Wind lernte sie den Verleger Richard J. Walsh (1886–1960) kennen.
Sie kehrte nochmals für kurze Zeit nach China zurück, aber bereits 1934 ließ sich Buck für immer in den USA nieder. Im darauffolgenden Jahr wurde sie offiziell geschieden und heiratete Richard J. Walsh, mit dem sie sich später in Pennsylvania niederließ. Sie war Mitglied im Pen and Brush Club, einer Organisation für Künstlerinnen und Schriftstellerinnen in New York.
Pearl S. Buck starb am 6. März 1973 in Danby, Vermont und fand dort auch ihre letzte Ruhestätte.

## Literarisches Werk
Die Konfrontation mit amerikanischer und fernöstlicher Kultur hatte einen großen Einfluss auf das Werk der Schriftstellerin, die sich für Toleranz und Völkerverständigung einsetzte. Als eines ihrer Meisterwerke gilt der Roman The Good Earth aus dem Jahr 1931, der 1933 mit dem Titel Die gute Erde ins Deutsche übersetzt wurde. Er stellt anschaulich und warmherzig das alltägliche bäuerliche Leben in China dar.
In ihrem Buch The Child Who Never Grew (etwa: Das Kind, das nie aufwuchs, auf Deutsch unter dem Titel Geliebtes unglückliches Kind 1950 im Zsolnay Verlag veröffentlicht) fasste sie 1950 all ihre leidvollen Erfahrungen, die sie mit ihrer Tochter gemacht hatte, zusammen. Weder nennt sie in diesem Buch den Namen ihrer Tochter noch spielt ihr Ehemann irgendeine Rolle.
Sie veröffentlichte über 80 Werke unterschiedlicher literarischer Gattungen sowie fünf Romane unter dem Pseudonym John Sedges.
In einer Lagerhalle in Texas wurde 2012 ein bisher unveröffentlichtes Manuskript von Buck entdeckt. Es handelt sich dabei um ihren letzten, kurz vor ihrem Tode geschriebenen Roman The Eternal Wonder (dt. Ausgabe Die Welt voller Wunder), der dann im darauffolgenden Jahr veröffentlicht wurde. Eine deutsche Übersetzung erschien zwei Jahre später.

## Nobelpreis

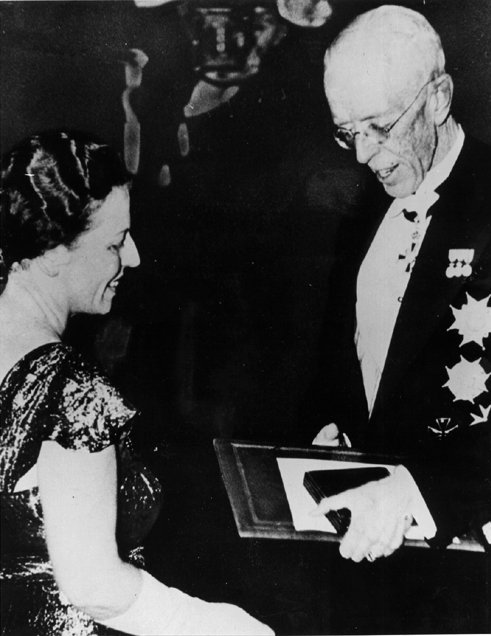
Pearl S. Buck erhält 1938 den Literaturnobelpreis

Die Verleihung des Literaturnobelpreises an Pearl S. Buck gehört zu den umstrittensten Entscheidungen des Nobelpreiskomitees. Die Kritiker dieser Entscheidung hielten ihre Romane für literarisch wertlos und eigentlich für Trivialliteratur. Die seither verwendete inoffizielle Regel, den Nobelpreis nur an Autoren zu verleihen, die bereits vorher mindestens einmal dafür nominiert waren, wird in den Feuilletons bis heute „Lex Buck“ genannt. Der Beliebtheit der Autorin hat dies keinen Abbruch getan; ihre Bücher werden noch heute übersetzt und gedruckt.
Sie selbst schlug 1940 und 1950 Lin Yutang, 1952 Van Wyck Brooks, 1958 Tanizaki Jun’ichirō und 1961 Robert Frost für den Literaturnobelpreis vor.

## Ehrungen
- 1932 Pulitzer-Preis für The Good Earth
- 1935 William Dean Howells Medaille[9]
- 1936 Mitglied der American Academy of Arts and Letters[10]
- 1938 Nobelpreis für Literatur

## Werke (Auswahl)

### Als Pearl S. Buck

#### Autobiographie
- My Several Worlds A Personal Record. Day, New York 1954.
  - deutsche Übersetzung: Ruf des Lebens. Ullstein, Frankfurt am Main 1976, ISBN 3-548-02275-8 (übersetzt von Hans B. Wagenseil; früherer Titel: Mein Leben, meine Welten).
- A Bridge for Passing. Day, New York 1962.
  - deutsche Übersetzung: Zuflucht im Herzen. Ullstein, Frankfurt am Main 1971, ISBN 3-548-00535-7 (übersetzt von Irene Muehlon).

#### Biographien
- The Exile. Portrait of an American Mother. Reynal &  Hitchcock, New York 1936 (Biographie ihrer Mutter)
  - deutsche Übersetzung: Die Frau des Missionars. Piper, München 2001, ISBN 3-492-23172-1 (übersetzt von Richard Hoffmann).
- Fighting Angel. Portrait of a Soul. Reynal & Hitchcock, New York 1936 (Biographie ihres Vaters)
  - deutsche Übersetzung: Der Engel mit dem Schwert. Gottesstreiter im fernen Land. Rowohlt, Reinbek 1980, ISBN 3-499-10167-X (übersetzt von Richard Hoffmann).
- The Child Who Never Grew. Day, New York 1950 (Biographie ihrer Tochter Carol).
  - deutsche Übersetzung: Geliebtes unglückliches Kind. (Siebenstern-Taschenbuch; Band 187). Siebenstern-Taschenbuchverlag, Hamburg 1975, ISBN 3-7970-0148-7 (EA Hamburg 1950; übersetzt von Fritz Pasternak).

#### Erzählungen
- The First Wife and Other Stories. Methuen, London 1962 (EA New York 1933).
  - deutsche Übersetzung: Die erste Frau und andere Erzählungen. Fischer Taschenbuch-Verlag, Frankfurt am Main 1993, ISBN 3-596-11664-3 (EA Berlin 1935; übersetzt von Richard Hoffmann)
- Today and Forever. Stories of China. Methuen, London 1956 (EA New York 1941).Bartholomew House, New York
  - deutsche Übersetzung: Für heut und alle Zeit. Fischer Taschenbuch-Verlag, Frankfurt am Main 1964. (übersetzt von Fritz Fiedler)
  - Auszug: Die goldene Blume. Kaiser, Klagenfurt 1965.
  - Auszug: Der Tiger kommt. Kaiser, Klagenfurt 1965.
- Far and Near. Stories of East and West. Day, New York 1948.
  - deutsche Übersetzung: Zurück in den Himmel. Fischer Taschenbuch-Verlag, Frankfurt am Main 1992, ISBN 3-596-28336-1 (EA Stuttgart 1954; übersetzt von Charlotte Kühner).
- The Story Bible. Bartholomew House, New York 1971.
  - deutsche Übersetzung: Das Land, wo Milch und Honig fließt. Die schönsten Erzählungen der Bibel. Langen Müller, München 2009, ISBN 978-3-7844-6040-6 (EA Reinbek 1975; übersetzt von Ulla Lippe).

#### Kinderbücher
- The Chinese Children Next Door. John Day Company, New York  1942
  - deutsche Übersetzung von Marianne Schön: Unsere Kleinen Chinesischen Freunde. Paul Szolnay, Wien 1942

#### Romane
- East Wind, West Wind. Day, New York 1973, ISBN 0-381-98026-X (EA New York 1930).
  - deutsche Übersetzung: Ostwind – Westwind. Dtv, München 2013, ISBN 978-3-423-14232-8 (EA Berlin 1934, übersetzt von Richard Hoffmann).
- „The House of Earth“ Trilogie

1. The Good Earth. Day, New York 1931
2. Sons. Day, New York 1933.
3. A House Divided. Day, New York 1935.

- „Das Haus der Erde“ Trilogie

1. Die gute Erde. Ullstein, Frankfurt am Main 1986, ISBN 3-548-20705-7 (EA Berlin 1933, übersetzt von Ernst Simon).
2. Söhne. Zsolnay, Hamburg 1958 (EA Berlin 1936, übersetzt von Richard Hoffmann).
3. Das geteilte Haus. Zsolnay, Hamburg 1959 (EA Berlin 1936, übersetzt von Richard Hoffmann).

- The Young Revolutionist. Friendship Press, New York 1934.
  - deutsche Übersetzung: Die Wandlung des jungen Ko-sen. Goldmann, München 1978, ISBN 3-442-03534-1 (früherer Titel: Der junge Revolutionär; EA Basel 1934; übersetzt von Ernst Simon)
- The Mother. Pan Books, London 1963 (EA New York 1934).
  - deutsche Übersetzung: Die Mutter. Piper, München 2001, ISBN 3-492-23174-8 (EA Berlin 1934; übersetzt von Richard Hoffmann)
- This Proud Heart. Reynal & Hitchcock, New York 1938.
  - deutsche Übersetzung: Stolzes Herz. Zsolnay, Hamburg 1985, ISBN 3-552-03736-5 (EA Frankfurt am Main 1954, übersetzt von Richard Hoffmann).
- The Patriot. Day, New York 1966 (EA New York 1939).
  - deutsche Übersetzung: Land der Hoffnung, Land der Trauer. Fischer Taschenbuch-Verlag, Frankfurt am Main 1989, ISBN 3-596-28325-6 (EA 1940; übersetzt von Walter Gerull-Kardas).
- Other Gods. Day, New York 1940.
  - deutsche Übersetzung: Wie Götter werden. Fischer Taschenbuch-Verlag, Frankfurt am Main 1980, ISBN 3-596-22455-1 (EA Zürich 1942, übersetzt von Eugen Teucher).
- China Sky. Blakiston Books, New York 1941.
- Dragon Seed. Eyre Methuen, London 1976, ISBN 0-413-36690-1 (EA New York 1942).
  - deutsche Übersetzung: Die Drachensaat. Ullstein, Frankfurt am Main 1996, ISBN 3-548-23886-6 (EA Frankfurt am Main 1953; übersetzt von Ernst Reinhard).
- The Promise. Moyer Bell, Wakefield, RI 1997, ISBN 1-55921-209-8 (EA New York 1943)
  - deutsche Übersetzung: Das Gelöbnis. Ullstein, Frankfurt am Main 1964 (EA Bern 1945; übersetzt von Ursula von Wiese).
- China Flight. Blakiston Books, Philadelphia 1943.
  - deutsche Übersetzung: Wettlauf mit dem Tod. Scientia-Verlag, Zürich 1947 (übersetzt von Fritz Fiedler).
- Portrait of a Marriage. Day, New York 1945.
  - deutsche Übersetzung: Eine Liebesehe. Lingen, Köln 1975 (EA Bern 1946; übersetzt von Ursula von Wiese).
- Pavilion of Women. Moyer Bell, Wakefield RI 1999, ISBN 1-55921-024-9 (EA New York 1946).
  - deutsche Übersetzung: Die Frauen des Hauses Wu. Fischer Taschenbuch-Verlag, Frankfurt am Main 2003, ISBN 3-596-28387-6 (EA Bermann Fischer, Stockholm 1948; übersetzt von Justinian Frisch).
- Peony. Moyer Bell, Wakefield RI 1996, ISBN 1-55921-168-7 (EA New York 1948).
  - deutsche Übersetzung: Peony. Heyne, München 1987, ISBN 3-453-00436-1 (EA Bern 1949; übersetzt von Irene Muehlon).
- The Big Wave. Day, New York 1978, ISBN 0-381-99923-8 (EA New York 1948).
  - deutsche Übersetzung: Die große Welle. Ravensburger Buchverlag, Ravensburg 2006, ISBN 3-473-52314-3 (früherer Titel: Die springende Flut; übersetzt von Luise Wasserthal-Zuccari).
- The Bondmaid. Pan Books, London 1968 (EA London 1949).
- Kinfolk. Chivers Books, Bath 1973, ISBN 0-85594-791-8 (EA New York 1950).
  - deutsche Übersetzung: Fremd in fernem Land. Droemer Knaur, München 1983, ISBN 3-426-01065-8 (früherer Titel: Kinfolk, Roman einer chinesischen Familie; übers. von Renate Hertenstein).
- The Dragonfish. 1950.
  - deutsche Übersetzung: Der Drachenfisch. (= Ravensburger Taschenbuch. Band 1). Otto Maier Verlag, Ravensburg 1970, ISBN 3-473-39001-1. (erstmals: Thienemanns, Stuttgart 1953; übersetzt von Bettina Hansmann).
- God’s Men. Pocket Books, New York 1967 (EA New York 1951).
  - deutsche Übersetzung: Geschöpfe Gottes. Knaur, München 1985, ISBN 3-426-01033-X (EA München 1951; übersetzt von Renate Hertenstein).
- The Hidden Flower. Day, New York 1952.
  - deutsche Übersetzung: Die verborgene Blume. Knaur, München 1983, ISBN 3-426-01048-8 (EA Frankfurt am Main 1962; übersetzt von Renate Hertenstein).
- Come My Beloved. Day, New York 1953.
  - deutsche Übersetzung: Und fänden die Liebe nicht. Goldmann, München 1979, ISBN 3-442-03850-2 (EA Wien 1953; übersetzt von Hans B. Wagenseil).
- Imperial Woman. Day, New York 1956.
  - deutsche Übersetzung: Das Mädchen Orchidee. Unionsverlag, Zürich 2011, ISBN 978-3-293-20537-6 (EA München 1956; übersetzt von Hans B. Wagenseil).
- Letter from Peking. Day, New York 1957.
  - deutsche Übersetzung: Über allem die Liebe. Langen Müller, München 2001, ISBN 3-7844-2838-X (EA München 1957; übersetzt von Hilde Maria Kraus).
- Command the Morning. Pocket Books, New York 1967 (EA New York 1959).
  - deutsche Übersetzung: Gebiete dem Morgen. Heyne, München 1993, ISBN 3-453-06151-9 (EA Bern 1974; übersetzt von Maria Meinert).
- Satan Never Sleeps. Pan Books, London 1961.
  - deutsche Übersetzung: Das Mädchen von Kwangtung. Droemer, München 1983, ISBN 3-426-00812-2 (EA Bern 1962; übersetzt von Maria Meinert).
- The Living Reed. Day, New York 1963.
  - deutsche Übersetzung: Lebendiger Bambus. Heyne, München 1993, ISBN 3-453-05278-1 (EA Bern 1964; übersetzt von Margitta de Hervas).
- Death in the Castle. Day, New York 1965.
  - deutsche Übersetzung: Tod im Schloss. Heyne, München 1981, ISBN 3-453-00384-5 (EA München 1974; übersetzt von Maria Meinert).
- The Time is Noon. Pocket Books, New York 1968 (EA New York 1966).
  - deutsche Übersetzung: Des Lebens ganze Fülle. Heyne, München 1988, ISBN 3-453-00190-7 (EA Bern 1967; übersetzt von Maria Meinert).
- Matthew, Mark, Luke and John. Day, New York 1967.
  - deutsche Übersetzung: Einer von denen. Engelbert-Verlag, Balve 1972, ISBN 3-536-00338-9.
- New Year. Day, New York 1968.
  - deutsche Übersetzung: Wo die Sonne aufgeht. Droemer Knaur, München 1976, ISBN 3-426-00310-4 (EA Bern 1969; übersetzt von Maria Meinert).
- The Three Daughters of Madame Liang. Moyer Bell, Wakefield RI 2000, ISBN 1-55921-040-0 (New York 1969).
  - deutsche Übersetzung: Die Töchter der Madame Liang. Ullstein, Berlin 1999, ISBN 3-548-24578-1 (EA Bern 1969; übersetzt von Maria Steininger und Margarete Bormann).
- Mandala. Methuen, London 1971 (EA New York 1970).
  - deutsche Übersetzung: Mandala. Ullstein, Frankfurt am Main 1996, ISBN 3-548-23999-4 (EA BErn 1970; übersetzt von Marianne Perl).
- The Goddess Abides. Pocket Books, New York 1973 (EA New York 1972).
  - deutsche Übersetzung: Letzte große Liebe. Fischer Taschenbuch-Verlag, Frankfurt am Main 1990, ISBN 3-596-28335-3 (EA München 1972; übersetzt von Hansjürgen Wille und Barbara Klau).
- All Under Heaven. Pan Books, London 1977 (EA New York 1973).
  - deutsche Übersetzung: Alle unter einem Himmel. Langen Müller, München 1987, ISBN 3-7844-2140-7 (EA München 1973; übersetzt von Hansjürgen Wille und Barbara Klau).
- The Rainbow. Magnum Books, London 1977, ISBN 0-417-02430-4 (EA New York 1974)
  - deutsche Übersetzung: Der Regenbogen. Ullstein, Frankfurt am Main 1987, ISBN 3-548-20826-6 (EA München 1975; übersetzt von Marianne Pasetti-Swoboda).
- The Eternal Wonder, Oktober 2013.
  - deutsch von Britta Mümmler: Die Welt voller Wunder, Roman. dtv, München 2015, ISBN 978-3-423-28052-5.

#### Sachbücher
- The chinese Novel. Nobel lecture, delivered before the Swedish Academy at Stockholm, Dec. 12, 1938. Macmillan, London 1938.
- Of men and women. Day, New York 1971 (EA New York 1941).
- Talk about Russia with Marshia Scott.  Day, New York 1945.
- The man, who changed China. The Story of Sun Yat-sen. Methuen, London 1955 (EA New York 1953).
- The people of Japan. Simon & Schuster, New York 1966.
- The Kennedy women. A personal appraisal. Day, New York 1970.
  - deutsche Übersetzung: Die Frauen des Hauses K. Scherz, Bern 1970 (Übersetzt von Heidi Hänseler).
- China, As I see it. Day, New York 1970 (hrsg. von Theodore F. Harris).

### Als John Sedges
- Voices in the House. Brown Press, London  1962 (EA New York 1953).
  - deutsche Übersetzung: Wer Wind sät. Weltbild, Augsburg 1991, ISBN 3-89350-316-1 (EA Konstanz 1956; übersetzt von Armin Holler)
- The Long Love. Pocket Books, New York 1959 (EA New York 1949).
  - deutsche Übersetzung: Die große Liebe. Ullstein, Frankfurt am Main 1982, ISBN 3-548-02675-3 (EA Frankfurt am Main 1969; übersetzt von N. O. Scarpi).
- The Angry Wife. Severn House, London 1980, ISBN 0-7278-0690-4 (EA New York 1946).
  - deutsche Übersetzung: Frau im Zorn. Heyne, München 1991, ISBN 3-453-00276-8 (EA Frankfurt am Main 1971; übersetzt von N. O. Scarpi).
- The Townsman. Pocket Books, New York 1962 (EA New York 1952).
  - deutsche Übersetzung: Und weiter führt der Weg nach Westen. Heyne, München 1987, ISBN 3-453-02301-3 (EA Baden-Baden 1952; übersetzt von Albert Frey).
- Bright Procession. Methuen, London 1952.
  - deutsche Übersetzung: Der Weg ins Licht. Heyne, München 1993, ISBN 3-453-03261-6 (EA Konstanz 1956; übersetzt von N. O. Scarpi).

## Verfilmungen (Auswahl)
- 1937: Sidney Franklin (Regie): Die gute Erde (The Good Earth)
- 1944: Harold S. Bucquet (Regie): Drachensaat (Dragon Seed)
- 1945: Ray Enright (Regie): Am Himmel von China (China Sky)
- 1961: Leo McCarey (Regie): China-Story (The Devil Never Sleeps)
- 1961 Tad Danielewski (Regie): The Big Wave; Drehbuch: Pearl S. Buck
- 2000: Ho Yim (Regie): Die Frauen des Hauses Wu (Pavilion of Women)